# Abbaye San Bartolomeo
L'Abbaye de San Bartolomeo est une ancienne abbaye bénédictine, située en Italie, dans la commune de Carpineto della Nora (Abruzzes, province de Pescara).

## Histoire

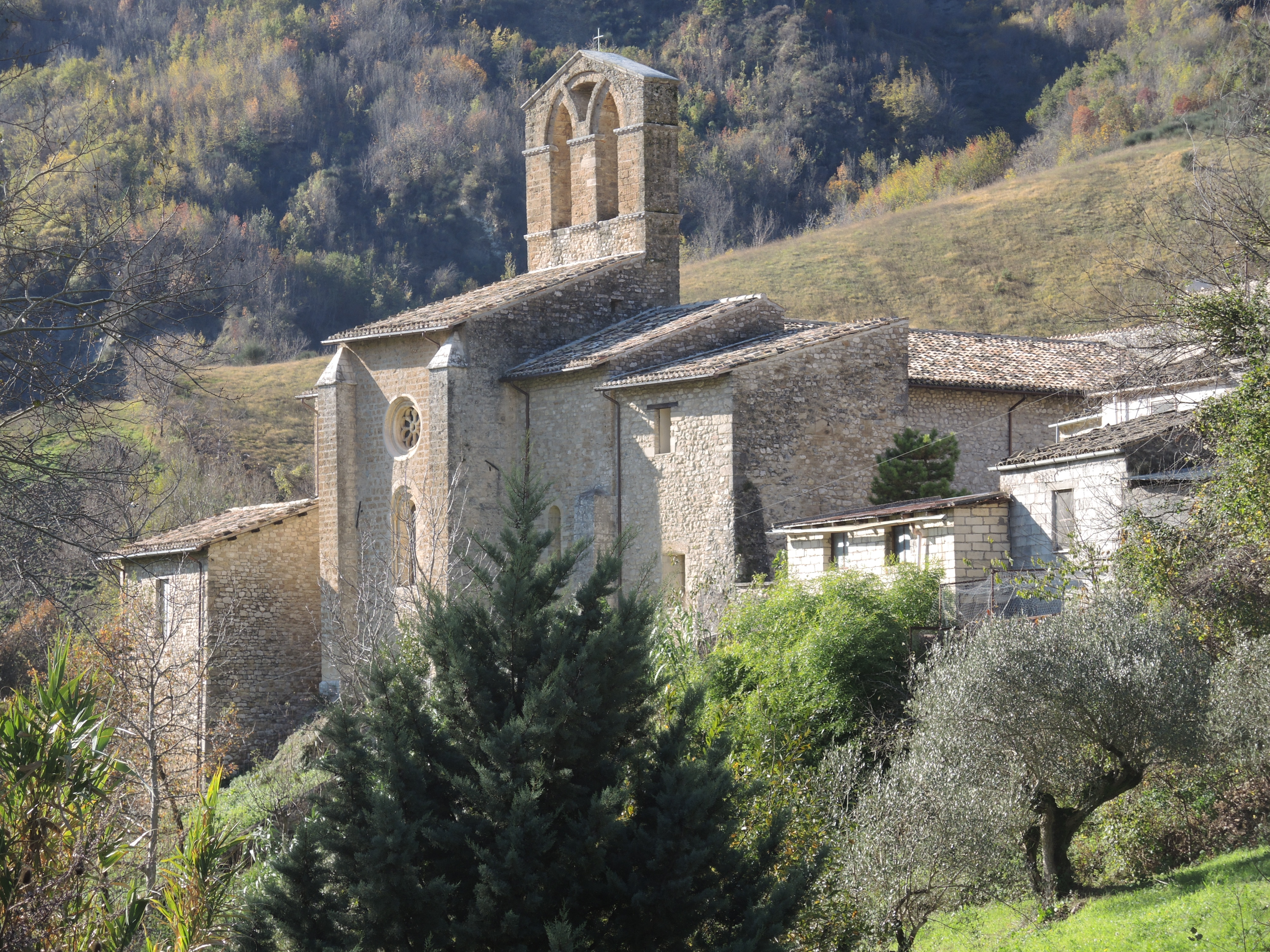
Abside

L'abbaye est fondée en 962 par la volonté de Berardo ou Bernardo, comte de Penne, sur le mont Pietrarossa, sur les pentes orientales du Gran Sasso.
Des informations importantes concernant la fondation et les propriétés de l'abbaye bénédictine se trouvent dans la chronique rédigée par le moine Alessandro, qui raconte l'histoire du monastère depuis ses origines jusqu'en 1193.
Celle-ci fournit la majeure partie des informations historiques relatives au monastère. Par exemple, en 1066, le neveu du fondateur, qui, par ironie, s'appelait également Berardo ou Bernardo, occupe l'abbaye, ses bâtiments de service, ses champs et détruit complètement les zones du monastère occupées par les moines, les forçant à fuir et laissant comme seul gardien religieux du lieu son frère Sansone, qui était devenu moine auparavant; la même année, cependant, les Normands, dirigés par Ugo Malmozzetto (un des capitaines de Roberto di Loritello, lui-même bras droit de Robert Guiscard), qui avait commencé en 1061 la conquête de la côte des Abruzzes, destituent Berardo du comté de Penne, prenant sa place et libérant l'abbaye de San Bartolomeo de sa tyrannie. Le Chronicon ne fait aucune mention de reconstructions, bien que les parties les plus anciennes de l'édifice semblent dater précisément du XIIe et du XIIIe siècle, en plus de la restauration menée dans les années 1970 par la Surintendance; le clocher, par exemple, fut achevé au cours du XIe siècle par l'abbé Erimondo, décédé en 1074.
Le premier abbé fut Benedetto, choisi par le comte Berardo, et sous sa régence, le bras de Saint Barthélemy arriva au monastère, un événement si exceptionnel qu'il attira à l'abbaye les évêques de Théate, Valva, Penne, Marsica et Aprutium.

## L'abbaye

### Extérieur
De l'abbaye, il reste peu de traces, tandis que l'église a été complètement restaurée.
La façade, flanquée sur le côté gauche d'une tour carrée, date du XIIe siècle et est la partie la plus ancienne de la structure. La façade présente un portique ouvert par deux arcades asymétriques. De plus, sur le toit se trouve un clocher-mur correspondant à l'arc triomphal de la nef centrale.
Le portail qui mène à l'église est orné d'un large encadrement décoré de reliefs représentant une vigne habitée, avec l'insertion de figures animales entre les volutes de la vigne.
La partie arrière présente une abside rectangulaire ornée d'une fenêtre à meneau et d'une rosace à roue.
À droite de l'église se trouvent quelques ruines du monastère disparu, auparavant couvertes par un remblai.

### Intérieur

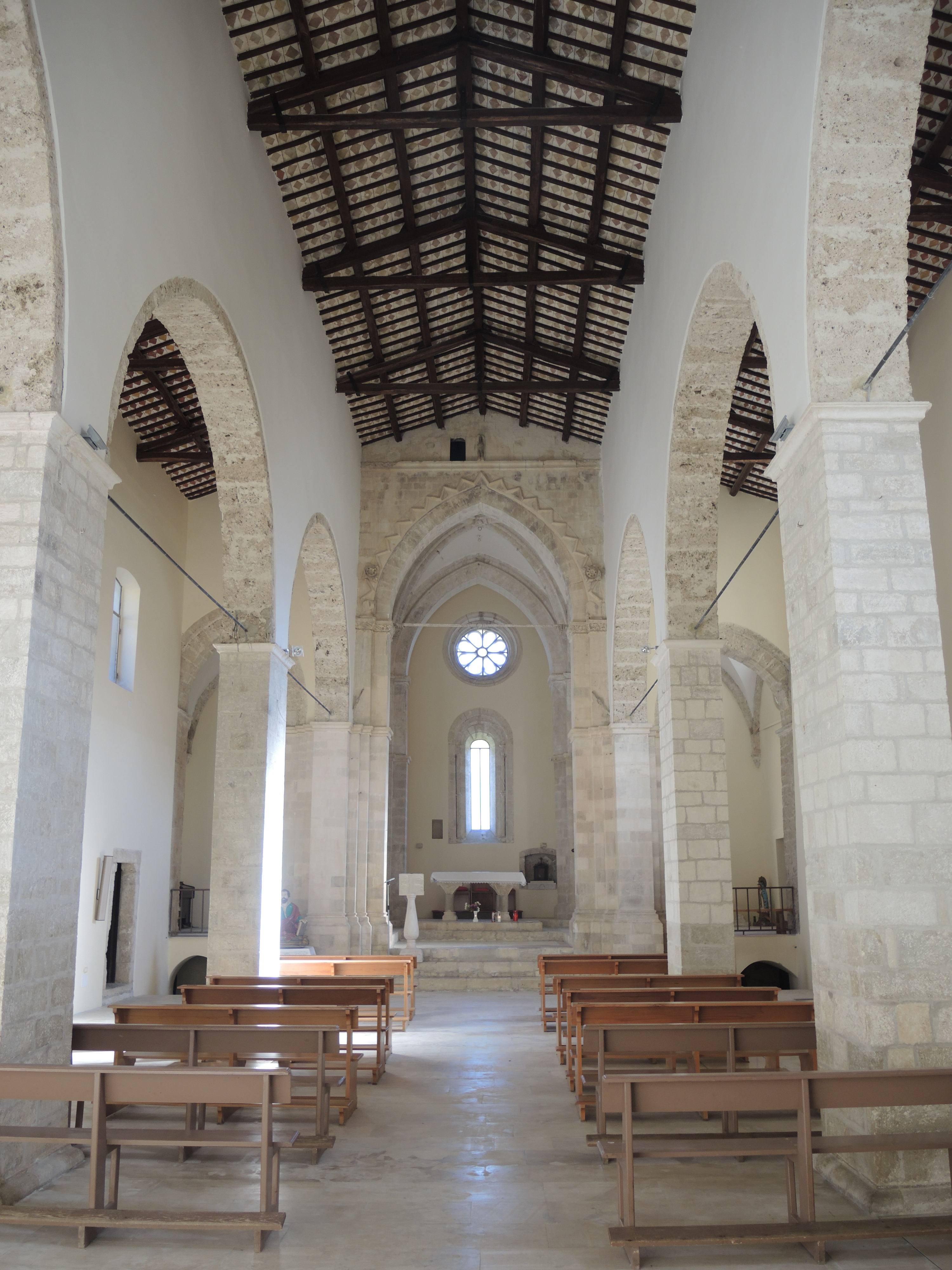
Intérieur

L'église a un plan à trois nefs, divisées par trois arcs en plein cintre soutenus par des piliers rectangulaires et couvertes par un toit à chevrons. La nef longitudinale est séparée du presbytère par trois arcs en ogive.
La zone du presbytère, datant du XIIIe siècle, est composée d'un transept divisé en trois travées rectangulaires et couvert d'une voûte d'ogives, du chœur rectangulaire et de la crypte tripartite par des piliers quadrangulaires.
L'autel est soutenu par quatre colonnettes avec des chapiteaux décorés de figures animales.
Le presbytère et les bras du transept sont éclairés par des fenêtres à meneaux ornées de colonnettes torsadées.